# Wadim Sergejewitsch Rakow
Wadim Sergejewitsch Rakow (russisch Вадим Сергеевич Раков; * 9. Januar 2005) ist ein russischer Fußballspieler.

## Karriere

### Verein
Rakow begann seine Karriere bei Lokomotive Moskau. Im August 2022 stand er erstmals im Profikader von Lok Moskau. Im selben Monat gab er dann gegen Krylja Sowetow Samara auch sein Debüt in der Premjer-Liga.

### Nationalmannschaft
Rakow spielt seit 2021 für russische Jugendnationalteams.